# アレハンドロ・フエンマヨール
アレハンドロ・エンリケ・フエンマヨール・カスティージョ（Alejandro Enrique Fuenmayor Castillo  ,  1996年8月29日 - ）は、ベネズエラ・スリア州マラカイボ出身のプロサッカー選手。ポジションはDF。

## 来歴
2013年9月23日のプリメーラ・ディビシオンのデポルティーボ・ラ・グアイラ戦でプロデビュー。その後2016年シーズンは15試合に出場。翌2017年シーズンは32試合に出場とレギュラーに定着。3月1日のアトレティコ・ソコポ戦では、プロ初ゴールを決めた。
2018年1月16日、メジャーリーグサッカーのヒューストン・ダイナモと契約した。
2022年12月23日、フェニックス・ライジングFCに移籍。